# Cadran solaire de Whitehurst & Son

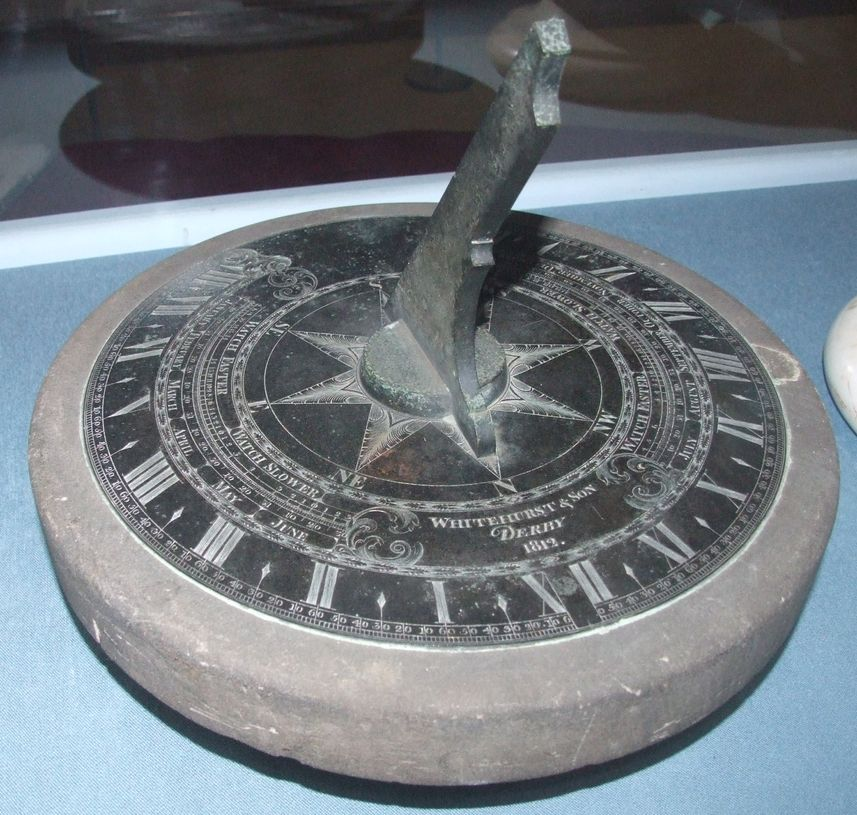
Cadran solaire du Derby Museum.

Le Cadran de Whitehurst & Son est un cadran solaire cadran horizontal de précision réalisé à Derby en Angleterre en 1812 par le neveu de John Whitehurst, il fait maintenant partie de la collection du Derby Museum and Art Gallery. C'est un bel exemple de cadran solaire de précision marquant le Temps solaire vrai ou apparent (local) avec une échelle de correction pour convertir en Temps solaire moyen (local). Il est précis à la minute près.

## Fabricant
Les membres de la famille Whitehurst étaient connus comme d'éminents horlogers à Derby. John Whitehurst (1713-1788) est né à Congleton, mais s'est installé à Derby, où il est entré dans les affaires comme fabricant de montres et d'horloges. Il est parti à Londres lors de sa nomination au poste de Contrôleur des Poids et Mesures pour le gouvernement. Son neveu a poursuivi l'entreprise sous le nom de Whitehurst & Son (Whitehurst & Fils). 
L'entreprise familiale a été connue pour les montres et horloges tourelles.

## Construction
La construction des cadrans est basée sur la compréhension de la façon dont le soleil projette une ombre sur une surface plane. Ici c'est une surface horizontale. Chaque jour, dans un cycle annuel, l'ombre tombera sur le cadran en un point différent de la veille. La marche de l'ombre est spécifique à la latitude. Le cadran est conçu pour donner l'heure locale apparente, cela signifie  que midi correspondra au moment où le soleil est plein sud au plus haut dans le ciel. 
La Terre tourne autour du Soleil suivant une légère ellipse; ce fait, combiné à l'influence de l'inclinaison de l'axe de rotation terrestre, entraîne que la durée du jour varie légèrement tout au long de l'année. Le cumul de ces variations quotidiennes donne un écart annuel s'élevant jusqu'à 16 minutes en novembre et en février. Cet écart est l'équation du temps. Elle avait peu d'importance jusqu'à ce que les gens aient commencé à comparer les cadrans solaires avec des horloges mécaniques. Les horloges et les montres  indiquent le temps moyen local.
Mais au XIXe siècle les horaires des chemins de fer exigeaient une heure identique tout au long des lignes. Cela conduisit à l'adoption du méridien de Greenwich pour l'heure légale. La compagnie locale Midland Railway avait adopté le Temps moyen de Greenwich en janvier 1848. L'heure légale correspondra au moment où le soleil est plein sud à l'Observatoire royal de Greenwich. Par exemple Derby est à 1° 28' 46" ouest de Greenwich, et il est midi au soleil environ 5 minutes et 55 secondes plus tard. 
Ce cadran en bronze est marqué "Whitehurst and Son/Derby/1812" et on pense qu'il a été fait pour George Benson Strutt (le frère cadet du fileur de coton William Strutt), pour son domicile Bridge Hill House, à Belper,. La latitude précis du lieu est 53° 1' 49,08" nord et 1° 29' 26,88" ouest de Greenwich, qui est légèrement différent de celui de Derby, à 52° 55' 00" au nord, soit une différence de 6' 49". La longitude est presque identique, et ne donne qu'un décalage horaire de 2 secondes.

### Le style
Ce cadran est solidement réalisé, avec un style épais. Le bord projette l'ombre avant midi, et l'autre côté projette l'ombre après-midi. Le cadran n'est donc pas composé d'un cercle complet, mais de deux demi-cercles séparés par l'épaisseur du style. Dans ce type de cadran solaire, l'angle du style avec la plaque du cadran est exactement la même que la latitude de Bridge Hill House, Belper soit 53° 1' 49" . Le cadran devra être parfaitement horizontal, mais de légers ajustements pour la latitude réelle peuvent être faits. Comme le cadran est maintenant de 0 ° 6 '49 ", soit environ 1/10ème de degré au sud, le cadran avec le style devrait être soulevé d'autant.

### Le cadran
Dans le cadran horizontal (parfois appelé cadran de jardin), la plaque qui reçoit l'ombre est alignée horizontalement, plutôt que d'être perpendiculaire au style comme dans le cadran équatorial,,.  Par conséquent, la ligne d'ombre ne tourne pas de manière uniforme sur le cadran; les lignes horaires sont espacées selon des angles qui peuvent être calculés,. Ce cadran de Whitehurst & Son est gravé avec précision, les lignes des heures ayant été calculées selon la formule :
{\displaystyle \tan \gamma _{H}=\sin \phi \tan(15^{\circ }\times t)}
où {\displaystyle \phi } est la latitude géographique du cadran solaire et l'angle que le style fait avec l'horizontale, {\displaystyle \gamma _{H}} est l'angle entre la ligne d'une heure donnée et la ligne de midi (qui pointe toujours vers le Nord vrai) sur la plaque, et t est le nombre d'heures avant ou après-midi.

#### Les mathématiques
Pour chaque heure entre  1 et 6, la formule est appliquée. Par exemple, à 3 heures après-midi, si nous substituons les chiffres 53.03 et 3. 

Et nous avons ces résultats.
| Une heure     | 11.79 |
| Deux heures   | 24.22 |
| Trois heures  | 37.92 |
| Quatre heures | 53.46 |
| Cinq heures   | 71.02 |
| Six heures    | 90.00 |

#### Équation du temps

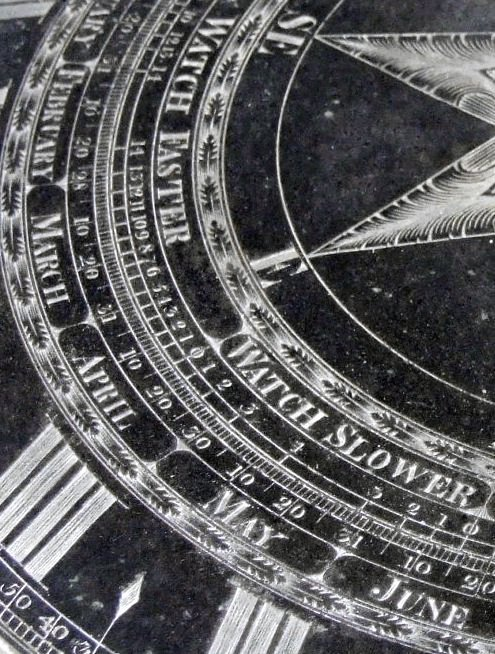
Échelle de conversion de l'équation du temps.

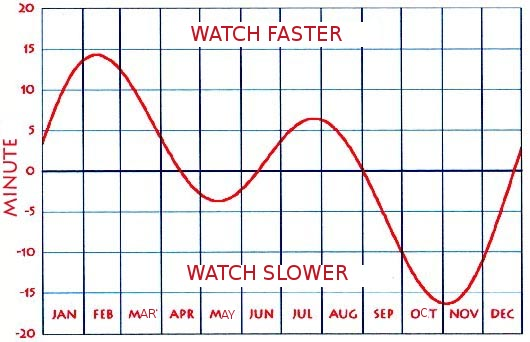
Équation du temps.

De manière évidente, sur la plaque on peut voir deux échelles graduées qui aident l'observateur à obtenir l'équation du temps. Une échelle donne la date en mois et en jours et tout à côté une autre gravée avec la correction demandée. Il est écrit Watch faster, (Montre en avance)/ Watch slower (Montre en retard). Le 15 avril est un jour où la montre et le cadran vont de pair. Ce cadran peut être utilisé à la fois pour lire l'heure solaire indiquée par les cadrans solaires et aussi le temps moyen qui est indiqué par les horloges, dans le but pratique de mettre les montres de poche à l'heure, qui en 1812 n'étaient pas toujours justes. En 1820, la fabrication des montres s'est améliorée : l'échappement à ancre était devenue universellement adoptée et un étalonnage fréquent n'était plus nécessaire.

## Autres commandes
Un cadran solaire de Whitehurst de 1800 a été vendu pour £1850 en 2005 à Derby.